# Canada's Wonderland (Pupo)
Canada's Wonderland è un album dal vivo di Pupo del 1991.

## Storia
Stando alle note di produzione, è stato registrato durante i concerti del 25 e 26 maggio 1991 nell'omonimo parco di divertimenti a Vaughan, nella Grande Toronto; secondo parte della critica specializzata, tuttavia, si tratterebbe in realtà di un «finto live» realizzato ad arte in studio, con applausi, cori e grida dei fan, così come dialoghi tra Pupo e il pubblico, aggiunti posticciamente in post-produzione.

## Tracce
1. Lo devo solo a te – 4:56
2. Ciao – 4:29
3. Cosa farai – 3:27
4. Firenze S. Maria Novella – 4:24
5. Un amore grande – 4:47
6. Vita da artista – 4:19
7. Bambina – 3:50
8. Forse – 4:09
9. Dove sarai – 4:19
10. Volano – 2:37
11. Bravo – 2:21
12. Non mi arrendevo mai – 2:27
13. Lidia a Mosca – 1:57
14. La mia anima – 2:42
15. Gelato al cioccolato – 3:34
16. Su di noi – 5:22